# HNRPDL
HNRPDL‏ (Heterogeneous nuclear ribonucleoprotein D like) هوَ بروتين يُشَفر بواسطة جين HNRPDL في الإنسان.